# Saperdini
I Saperdini Mulsant, 1839, sono una tribù di coleotteri cerambicidi Lamiinae diffusa in tutti i continenti, con particolare abbondanza nelle regioni tropicali del sud-est asiatico, con oltre ottanta generi e millesettecento specie.

## Morfologia

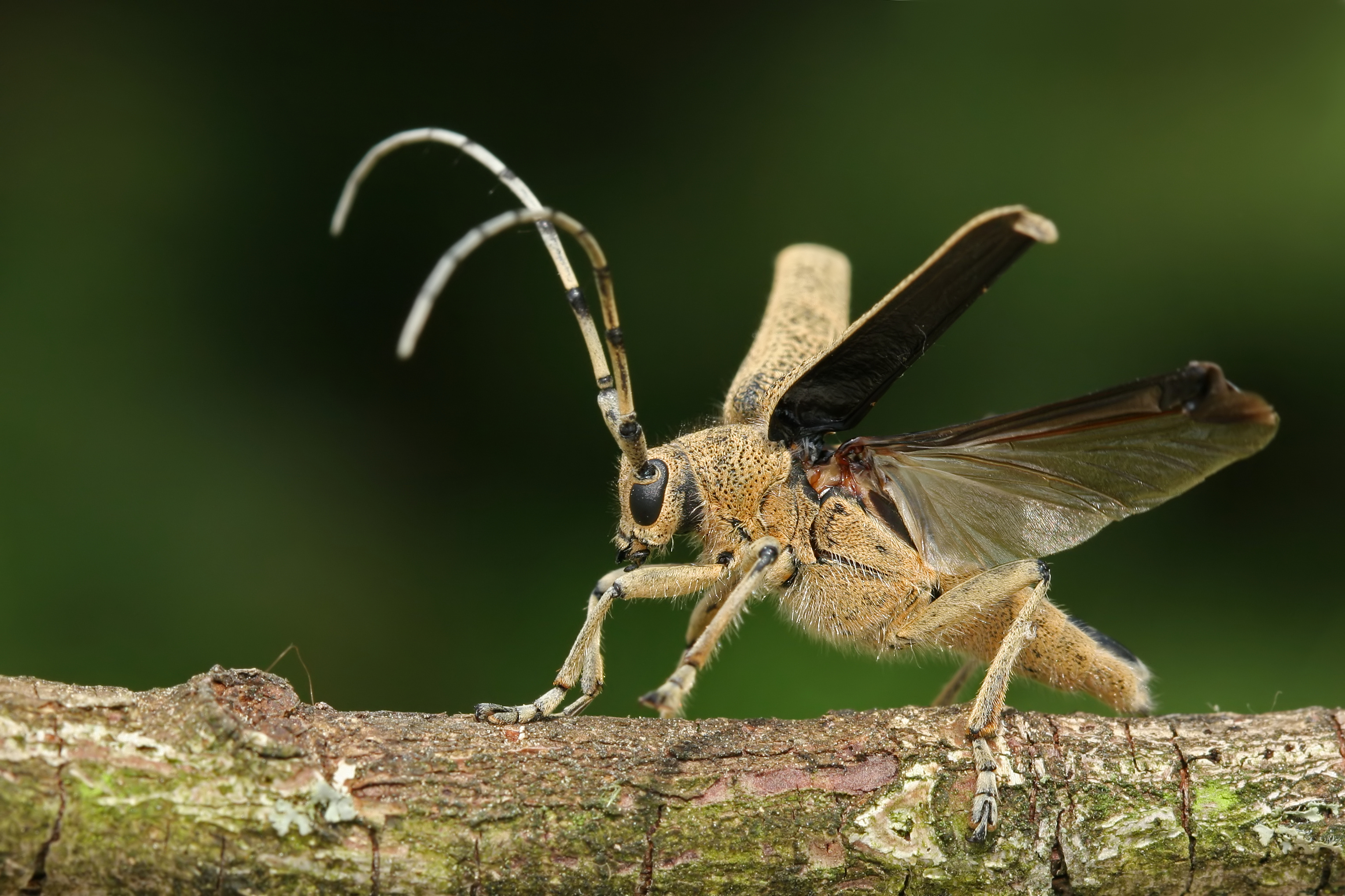
Saperda carcharias in decollo che mostra i suoi larghi episterni metatoracici

I Saperdini sono ben caratterizzati all'interno dei Lamiinae dal fatto di avere episterni metatoracici larghi e convessi. Questa caratteristica è comune solo alla tribù Tetraopini, in cui tuttavia gli occhi sono largamente separati in un lobo superiore ed uno inferiore, come accade nei Girinidi.

Ulteriori caratteri distintivi (ma comuni anche ad altre tribù) sono le elitre cuneiformi, più larghe del protorace, il protorace cilindrico, non spinoso ai lati (eccetto i generi Parastenostola, Glenida, Mallosiosa, Thermistis, Calludine, Dystomorphus e Neoxantha), lo scapo privo di carena, le antenne lunghe circa come il corpo.

Alcuni gruppi hanno evoluto carene longitudinali ai lati delle elitre, (Saperda tridentata, Eutetrapha, Paraglenea, Glenea, Paranitocris, Nupserha, etc.), altri unghie appendicolate (Saperda lateralis, Stenostola, Phytoecia, Paranotocris, Menesida, Oberea etc.), altre ancora presentano un allungamento dell'addome e un accorciamento delle zampe posteriori (Nupserha, Obereopsis, Oberea, Nitocris), talvolta legato anche ad un restringimento o accorciamento delle elitre (Vespinitocris, Dirphya).

## Sistematica

### Tassonomia
I Saperdini, creati da Mulsant nel 1839, furono divisi nelle tribù Gleneini, Obereini e Phytoecini da Thomson e Pascoe venticinque anni dopo.

Tale impostazione fu considerata erronea da Breuning, che revisionò tutte le specie mondiali e descrisse circa la metà delle specie e dei generi di Saperdini oggi conosciuti.

Più recentemente, alcuni autori europei sono ritornati all'impostazione di Thomson e Pascoe, sulla base del solo materiale europeo e senza tener conto delle monografie di Breuning.

Tuttavia i caratteri addotti per separare i Phytoecini (unghie appendicolate), i Gleneini (elitre carenate) e gli Obereini (addome allungato e zampe posteriori corte) dai Saperdini, sono presenti in molti altri generi chiaramente imparentati tra loro e convivono persino nel solo genere Saperda, Glenea ed Oberea. Per di più il genere Heteroglenea Gahan, 1897 ha unghie anteriori bifidi e posteriori semplici. Perciò la divisione della tribù Saperdini è da considerare speciosa.

### Specie Italiane
L'Europa è relativamente povera di Saperdini e le specie sono per la maggior parte di origine Asiatica. Le specie che si possono incontrare in Italia sono:
- genere Saperda Fabricius, 1775
  - Saperda octopunctata Scopoli, 1772
  - Saperda populnea Linnaeus, 1758
  - Saperda punctata Linnaeus, 1767
  - Saperda scalaris Linnaeus, 1758

- - Saperda carcharias Linnaeus, 1758
  - Saperda similis Laicharting, 1784
- genere Menesia Mulsant, 1856
  - Menesia bipunctata Zoubkoff, 1829
- genere Stenostola Mulsant, 1839
  - Stenostola ferrea Schrank, 1776
  - Stenostola dubia Laicharting, 1784

- genere Phytoecia Mulsant, 1839
  - sottogenere Phytoecia Mulsant, 1839
    - Phytoecia caerulea (Scopoli, 1772)
    - Phytoecia cylindrica (Linnaeus, 1758)
    - Phytoecia icterica (Schaller, 1783)
    - Phytoecia malachitica Lucas, 1849
    - Phytoecia nigricornis (Fabricius, 1781)
    - Phytoecia pustulata (Schrank, 1776)
    - Phytoecia rufipes (Olivier, 1795)
    - Phytoecia vulneris Aurivillius, 1923
    - Phytoecia virgula Charpentier, 1825

  - sottogenere Blepisanis Pascoe, 1866

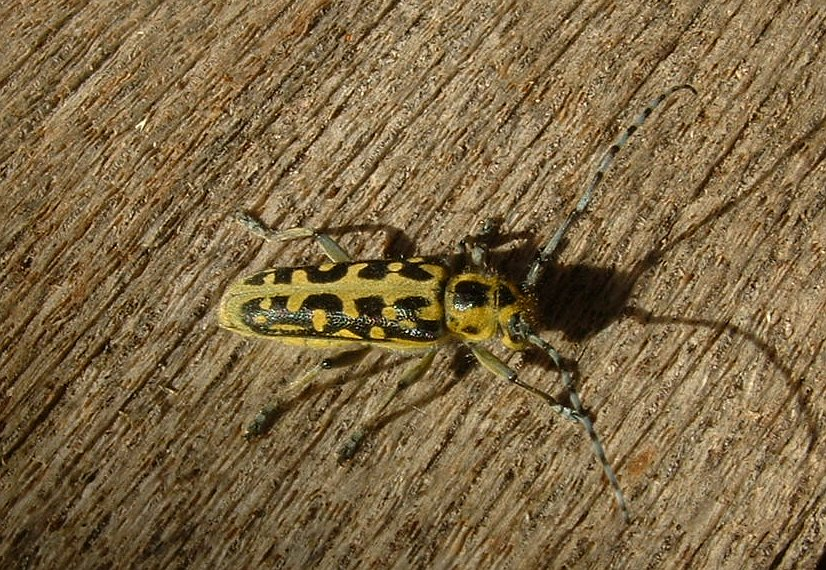
Saperda scalaris (Linnaeus, 1758)

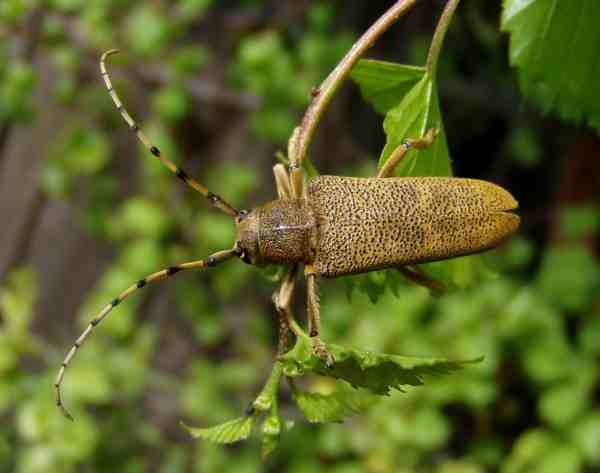
Saperda carcharias (Linnaeus, 1758)

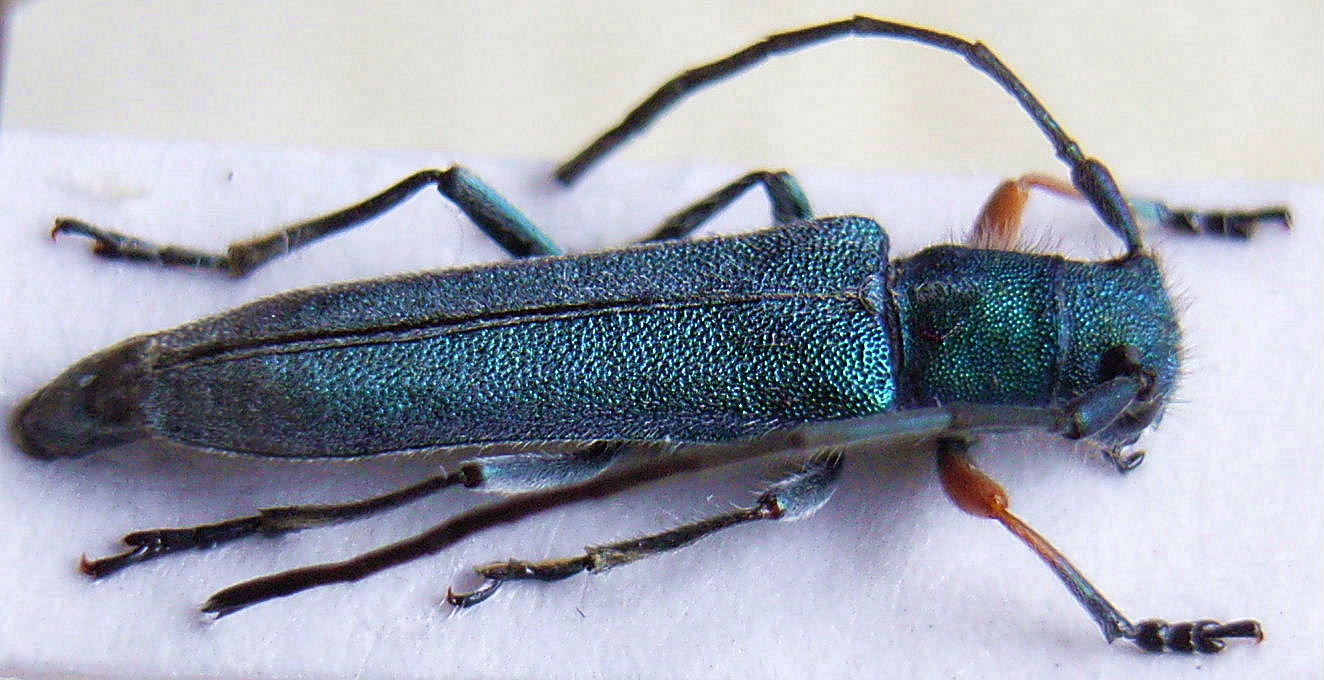
Phytoecia caerulea Scopoli, 1772

    - Phytoecia melanocephala (Fabricius, 1787)

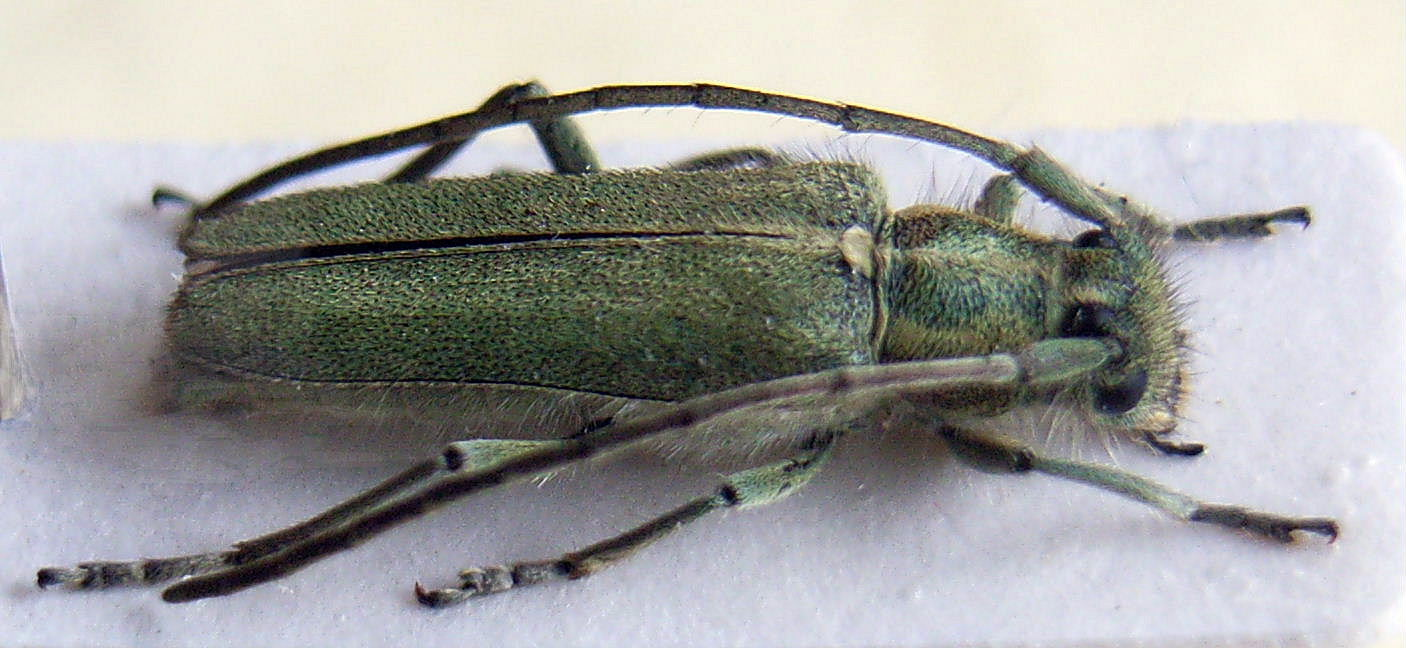
Phytoecia caerulescens (Scopoli, 1763)

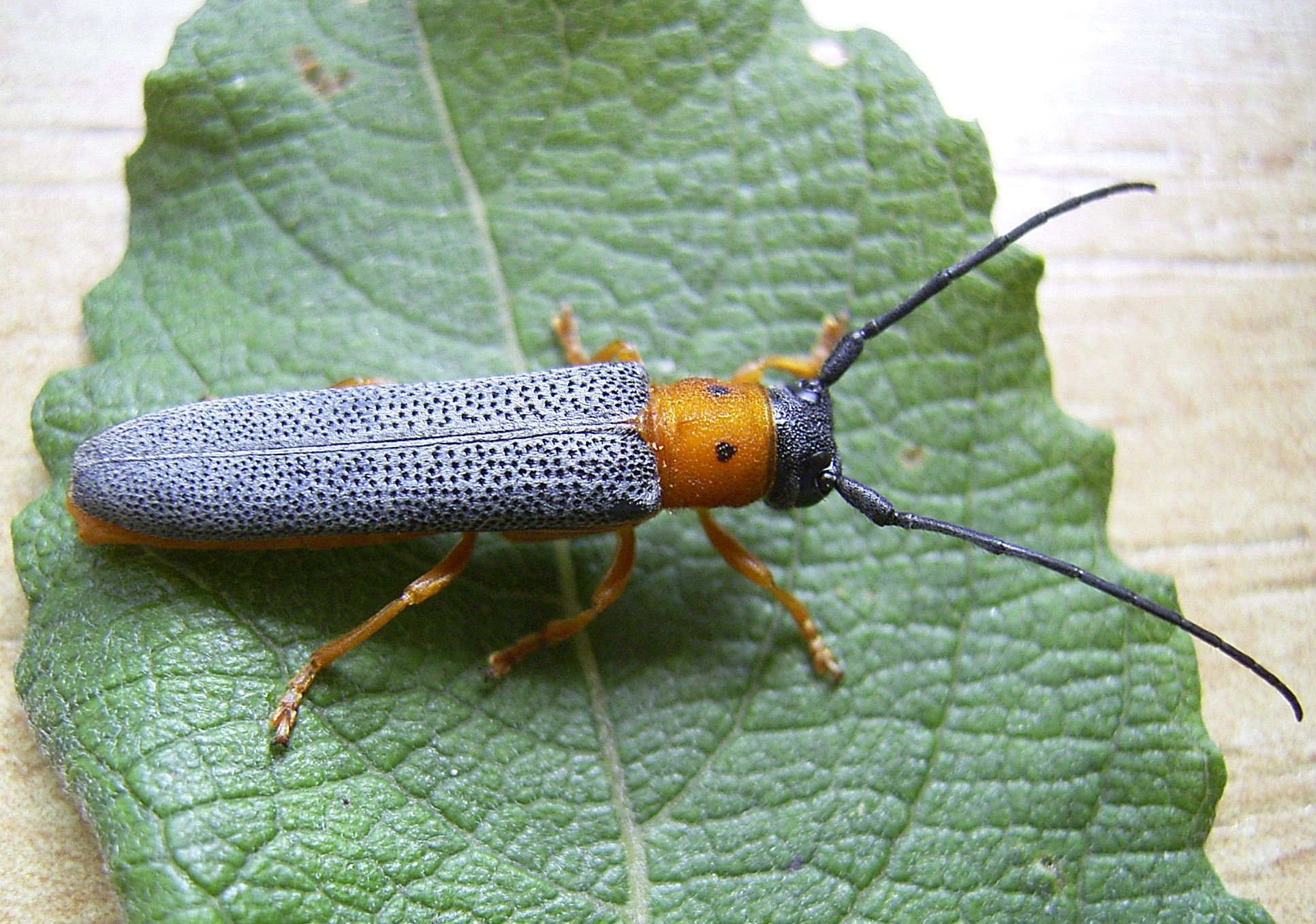
Oberea oculata (Linnaeus, 1758)

- - sottogenere Opsilia Mulsant, 1863
    - Phytoecia caerulescens Scopoli, 1763
    - Phytoecia molybdaena Dalman, 1817

  - sottogenere Musaria Thomson, 1864
    - Phytoecia affinis Harrer, 1784
    - Phytoecia argus Frölich, 1793
    - Phytoecia cephalotes Küster, 1846
    - Phytoecia rubropunctata Goeze, 1777
    - Phytoecia tirellii Luigioni, 1913

- genere Oberea Mulsant, 1839
  - Oberea erythrocephala Schrank, 1776
  - Oberea euphorbiae Germar, 1813
  - Oberea linearis Linnaeus, 1761
  - Oberea oculata Linnaeus, 1758
  - Oberea pedemontana Chevrolat, 1856
  - Oberea pupillata Gyllenhal, 1817